# X-Wars
X-Wars era un videojuego multijugador de estrategia en tiempo real (MMORTS) para navegador web, de ambientación espacial y futurista. Estuvo operativo desde el año 2004 hasta principios de 2012.
Constaba de servidores en varios idiomas, como alemán, inglés, francés, español, portugués o polaco.
Al comienzo del juego se podía elegir entre cuatro razas diferentes: (noberianos, defensivo; bugserianos, agresivo; xianianos, comercial/mercader; o terrícolas, equilibrado) y siete facciones, que implicaban ciertas bonificaciones y penalizaciones que determinaban el estilo de juego y la estrategia a seguir.

## Facciones
- Ajuvar
- Gremio de comerciantes
- Confederación
- Fraternidad de Óbolos
- Rokhar
- Liga terrícola
- Piratas Espaciales

Cada una de estas facciones se podía combinar con al menos una de las cuatro razas existentes (algunas razas no podían pertenecer a determinadas facciones), y también se podía jugar sin facción (pero no sin raza), obteniendo así una mezcla enorme de posibilidades con distintos jugadores.
En un principio, a la hora de registrarte, se debía elegir el Universo en el que se quería jugar. Al principio en la comunidad hispánica había 5 universos (el 1 era el más antiguo, y el 5 el más reciente). Hecho esto, tocaba elegir la raza con la que querías empezar a jugar. Dependiendo de la raza escogida, tenías derecho a estar en una u otra Galaxia (había 17 galaxias por cada universo). Hecho esto, y completados los demás pasos, disponías de siete días para cambiar de raza y/o de facción, si la elegida no te gustaba.
- Terrícolas: Galaxias 2 a 7
- Bugserianos: Galaxias 8 y 9
- Noberianos: Galaxias 10 a 13
- Xianianos: Galaxias 14 a 17

La "Galaxia número 1" no podía ser la nativa de ningún jugador, y solo en ella se encontraba el recurso más codiciado: El Oro.
También existían tipos de planetas que tenían bonificación o penalización a la hora de producir recursos en las minas: Listado de tipos de planeta. Decir que el primer planeta que poseías (planeta principal), era siempre y para todo el mundo del "Tipo M". Podías colonizar hasta 9 planetas (en total, podías tener hasta diez planetas, 9 colonias + Principal). La primera colonización es "gratuita", a partir de ahí debías subir una investigación denominada Administración Colonial, que era necesaria subirla un nivel por cada colonia que se obtuviera. También se podía abandonar un planeta, así dejando sitio para otra colonización sin tener que subir la mencionada Administración Colonial. Dicha investigación era la más cara y difícil de conseguir del juego.
La mecánica del Xwars consistía básicamente en desarrollar tecnologías, construir una flota de naves espaciales y obtener recursos naturales en un planeta base, con el objetivo de extender el imperio por otros planetas y galaxias, pudiendo interactuar, atacar, comerciar o espiar los planetas de otros jugadores, así como formar alianzas con ellos. Los recursos naturales eran cinco: Hierro, Cristal, Frubin, Orizin, Frurozin y Oro, siendo este último el más importante para desarrollar las tecnologías más punteras.
El juego era altamente diverso, ya que entre los jugadores de una misma alianza, se podían formar flotas conjuntas (una sola flota formada entre varios jugadores), comerciar todos los recursos que tengan sin límite de cantidad, etc.

## Remake
A principios del 2019 abrieron un remake del xwars en servidor en alemán, haciendo llamar a la nueva plataforma Last-war. En este caso, el juego vuelve con sus características originales, aunque con una interfaz renovada.